# Fredrika Limnell
Catharina Fredrika Limnell née Forssbeg le 14 juillet 1816 à Harnosand, et décédée le 12 septembre 1897, est une philanthrope suédoise, mécène et féministe.

## Vie privée
Catharina Fredrika Forssberg naît en Suède en 1816, fille du maître de conférence Olof Fredrik Forssberg et de Catharina Margareta Svedbom. Elle a deux sœurs qui meurent toutes deux très jeunes, sa sœur aînée, au cours de sa première année, et sa sœur cadette, noyée à 13 ans. Elle grandit dans une famille de lettrés qui lui permet de suivre son penchant pour la littérature et la musique. 
Elle rompt ses premières fiançailles avec le poète Anders Grafström puis épouse, en 1842 à Stockholm, son cousin Erik Svedbom (1811-1857), directeur de l'école Nya Elementar et rédacteur en chef d'Aftonbladet. Le couple aura deux fils, William (1843) et Erik (1855). Après la mort de son premier mari des suites du choléra, Fredrika se marie en 1858 à Carl Abraham Limnell (1823–1882), lieutenant dans le Corps de génie civil et, plus tard, directeur de bureau au Conseil des chemins de fer royaux suédois. Avec Carl Limnell, elle construit la Villa Lyran sur le lac Mälar et maintient une résidence d'hiver au palais Gustav Horns,.

## Activités culturelles
Dès son premier mariage, Fredrika Limnell tient un salon littéraire. Elle est la bienfaitrice de plusieurs artistes, finançant, par exemple, en partie le voyage de Fredrika Bremer en Palestine ou Selma Lagerlöf pour qu'elle puisse se concentrer sur l'écriture. 
Puis, elle tient un salon pour l'élite culturelle suédoise et invite à la Villa Lyran, de mai à septembre, des artistes comme Jenny Lind, Gunnar Wennerberg, Victoria Benedictsson, Carl Snoilsky, Carl David af Wirsén (en), Emil Sjögren, Christina Nilsson ou Henrik Ibsen. Même le roi Oscar II de Suède rend visite au Limnellska salongen (Le salon Limnell). Entre les années 1870 et 1880, le salon est particulièrement populaire et on y rencontre Björnstierne Björnson, Henrik Ibsen, Sophie Adlersparre, Amanda Kerfstedt ou Anna Hierta-Retzius. 

## Activités sociales
Les revenus issus de l'affaire familiale Wifstavarfs AB sont confortables et permettent à Fredrika Limnell de supporter le mouvement féministe. Elle s'intéresse à l'amélioration de la situation politique, économique et juridique des femmes dès les années 1850 et de nombreuses organisations féminines tiennent leurs réunions dans son salon. En 1853, elle co-fonde avec Fredrika Bremer le Stockholms fruntimmersförening för barnavård (Fonds des femmes de Stockholm pour la garde d'enfants). Grâce à sa position de membre du conseil d'administration de plusieurs organismes caritatifs, elle est à l'origine de la création de bourses pour étudiantes. 
Fredrika Limnell est également membre du conseil d'administration de la Föreningen för gift kvinnas äganderätt (sv) (Association des droits à la propriété de la femme mariée) dès 1873; membre du conseil d'administration du Fredrika-Bremer-förbundet (sv) dès 1884; membre du conseil d'administration de la Klara skydds- och arbetarförening (Association pour la protection et les travailleurs de la congrégation de Klara); membre du conseil d'administration de l'Aftonkursen för fruntimmer (Cours du soir pour femmes) de Jenny Rosander et Alida Rossander (sv) à partir de 1865. 
En 1884, elle aide à la création de l'organisation féministe suédoise Fredrika -Bremer-förbundet avec Sophie Adlersparre, Ellen Anckarsvärd, Ellen Fries, Hans Hildebrand et Gustaf Sjöberg. Elle finance également un magazine féministe Tidskrift för Hemmet (1859) publié par Rosalie Roos et Sophie Adlersparre. 
Vers 1864-1865, elle participe aux projets sociaux de Fredrika Bremer et de la princesse Eugénie de Suède, au sein du comté des dames de la fondation de la Croix-Rouge suédoise et, entre 1874 et 1892, elle est vice-présidente d'Eugeniahemmet, un hôpital pour enfants malades fondé par la princesse Eugénie de Suède qui porte son nom.
Elle meurt le 12 septembre 1897, à Stockholm.